# L'Aventureux
L'Aventureux est un hebdomadaire français de bande dessinée pour garçons publié à Paris de 1936 (numéro 1 daté du 8 mars) à 1942 (numéro 294 daté d'avril) par Cino Del Duca. Sa publication a été interrompu de juin à décembre 1940. Lorsqu'elle a repris, Del Duca a lancé en zone libre un hebdomadaire ayant exactement le même contenu, L'Audacieux, dont la publication s'est poursuivie jusqu'en juillet 1944.
Bien que son format, son logo et son contenu aient fréquemment changé, L'Aventureux a gardé comme caractéristique de ne jamais publier que des bandes dessinées, alors que les revues pour garçons de l'époque proposaient régulièrement jeux et rédactionnels divers. Si le journal publiait un grand nombre de séries italiennes, françaises et américaines (soixante-trois), les plus appréciées étaient des traductions de comic strips américains comme Don Winslow, Terry et les Pirates, Charlie Chan, Red Ryder, Cora, etc.
Tiré à environ 100 000 exemplaires, ce qui en faisait le neuvième ou dixième plus populaire des illustrés à la veille de la Seconde Guerre mondiale, L'Aventureux était caractérisé selon Francis Lacassin par « une improvisation hâtive traduisant le désarroi des responsables du journal cherchant de semaine en semaine à lui donner une âme » et des « incertitudes aggravées par le bric-à-brac du contenu » qui a conduit Del Duca à publier, à quelques exceptions près, une majorité de séries « illisibles ».

## Principales séries publiées
- Leon Beroth (dessin) et Frank Martinek (scénario), Don Winslow, no 1 (8 mars 1936) à 245 (18 mai 1941)[4].
- César Jack Away, Les Conquérants de l'avenir, no 1 (8 mars 1936) à 40 (13 décembre 1936)[5]. Histoire d'origine douteuse dont le début est repris du Mystère des XV de Jean de La Hire (1922)[6].
- Charles Flanders (dessin) et Zane Grey (scénario), Le Roi de la police montée, no 29 (27 septembre 1936) à 171 (25 juin 1939)[4].
- Carl Prentri (dessin) et Bob Moore (scénario, non crédité), Donald Dixon et l'Empire caché, no 42 (27 décembre 1936) à 252 (6 juillet 1941)[7].
- Milton Caniff, Les Aventures de François (Terry et les Pirates), no 117 (12 juin 1938) à 135 (16 octobre 1938)[8].
- Alfred Andriola, Charlie Chan, no 151 (5 février 1939) à 245 (18 mai 1941)[8].
- Fred Harman, Le Roi du Far-West (Red Ryder), no 172 (2 juillet 1939) à 239 (6 avril 1941). Repris par un autre dessinateur, peut-être Brantonne, des no 254 (20 juillet 1941) à 294 (12 avril 1942)[9].
- Frank Godwin, Liliane (Connie), no  (19) à (19)[10].